# Nita Naldi
Nita Naldi (właśc. Mary Nonna Dooley; ur. 13 listopada 1894 w Nowym Jorku, zm. 17 lutego 1961 tamże) – amerykańska aktorka filmowa i teatralna, gwiazda ery kina niemego.
Swoją karierę aktorską rozpoczęła od występów na deskach teatrów. W 1920, w wieku 26 lat, zadebiutowała w niemym horrorze Doktor Jekyll i pan Hyde. Od tego czasu zagrała w wielu filmach, takich jak Ostatnie drzwi (1921), Dziesięć przykazań (1923), Święty diabeł (1924) czy Orzeł z gór (1927).
Popularność Naldi zaczęła słabnąć wraz z nadejściem ery kina dźwiękowego. Nie mogąc się odnaleźć w nowych warunkach, postanowiła wówczas zająć się grą w teatrze. Zmarła na atak serca w swym hotelowym pokoju w 1961. Miała 66 lat.

## Wybrana filmografia
- 1920: Doktor Jekyll i pan Hyde – panna Gina
- 1923: Dziesięcioro przykazań – Sally Lung
- 1923: Hollywood – ona sama (cameo)
- 1924: Krew na piasku – Doña Sol
- 1927: Orzeł z gór – Beatrice, nauczycielka